# Sajósolymos
Sajósolymos (románul: Șoimuș) falu Romániában, Erdélyben, Beszterce-Naszód megyében.

## Fekvése
Besztercétől délkeletre, Nagysajótól északra fekvő település.

## Története
Sajósolymos, Solymos nevét 1319-ben említette először oklevél Solmus néven.
1323-ban Sólymos néven volt említve, mint a Kacsics nemzetség birtoka. További sorsa a Nagysajónál leírtakkal.
Névváltozatai még: 1587-ben Sayo cum pertinentiis, utraque Sebes, Olmos[!], Radla, 1733-ban Solymos, 1750-ben Sojmos, 1760–1762 között Sajó Solymos, 1808-ban Solymos, 1888-ban Sajó-Solymos (Solymos, Soimosu), 1913-ban Sajósolymos.
A trianoni békeszerződés előtt Beszterce-Naszód vármegye Jádi járásához tartozott.

## Források

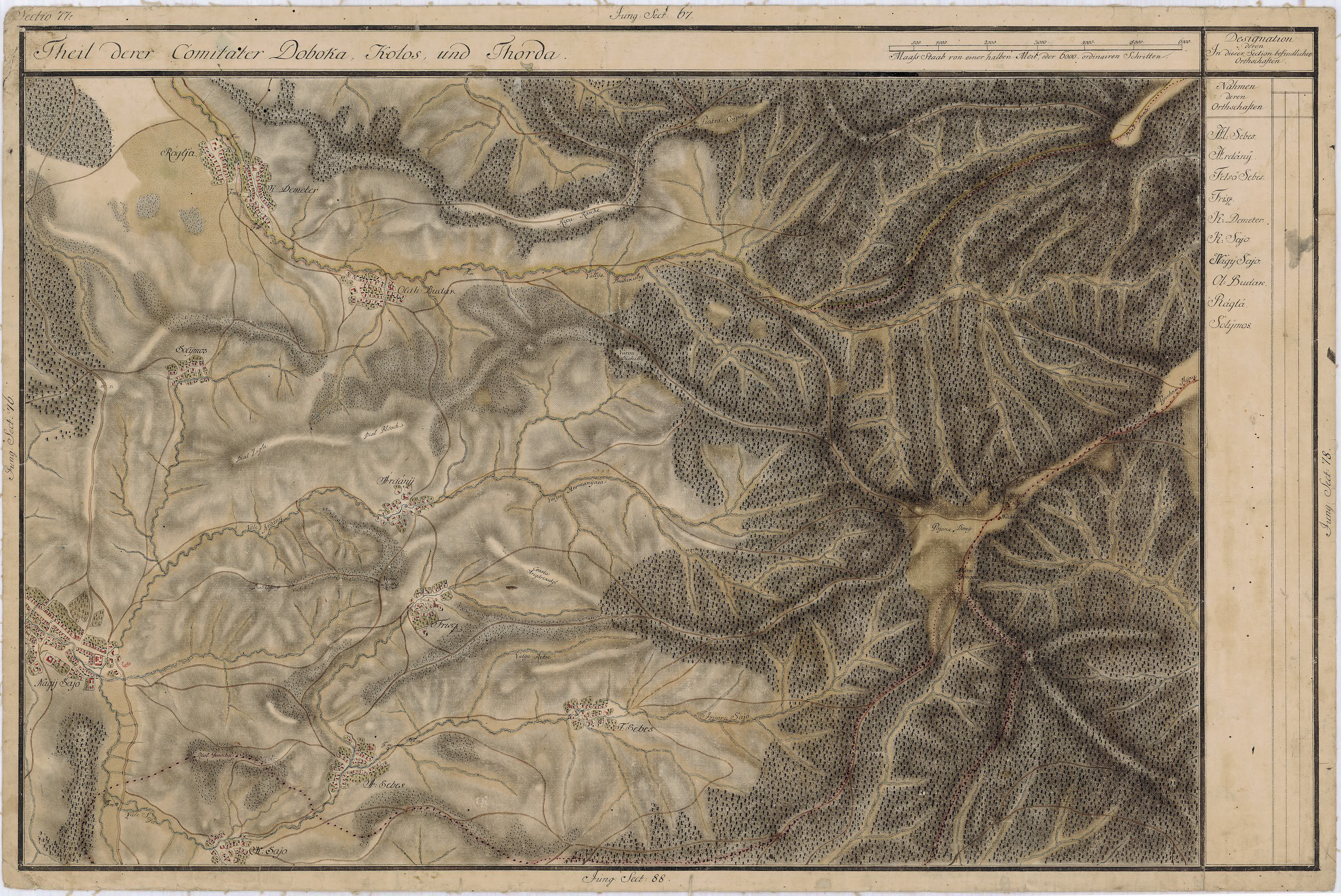
Sajósolymos és környéke egy régi térképen